# Fasanøen
Fasanøen (spansk: Isla de los Faisanes, fransk: Île des Faisans, baskisk: Konpantzia) er en lille ubeboet ø i floden Bidasoa mellem Frankrig og Spanien. Fasanøen er et fælles fransk og spansk område.
Øen, som er omkring 200 m lang og 40 m bred, ligger mellem byerne Hendaye i Pyrénées-Atlantiques på den franske side af Bidasoa og Irun i Baskerlandet på den spanske side.

## Historie
Forhandlingerne mellem Frankrig og Spanien om Pyrenæerfreden i 1659 foregik på Fasanøen. Som en del af fredsaftalen blev det aftalt at gøre øen til et kondominat hvilket vil sige at de to lande deler suveræniteten over øen. Øen er således under spansk styre fra 1. februar til 31. juli hvert år, og under fransk styre fra 1. august hvert år til 31. januar det næste år.